# Jacques Vergès

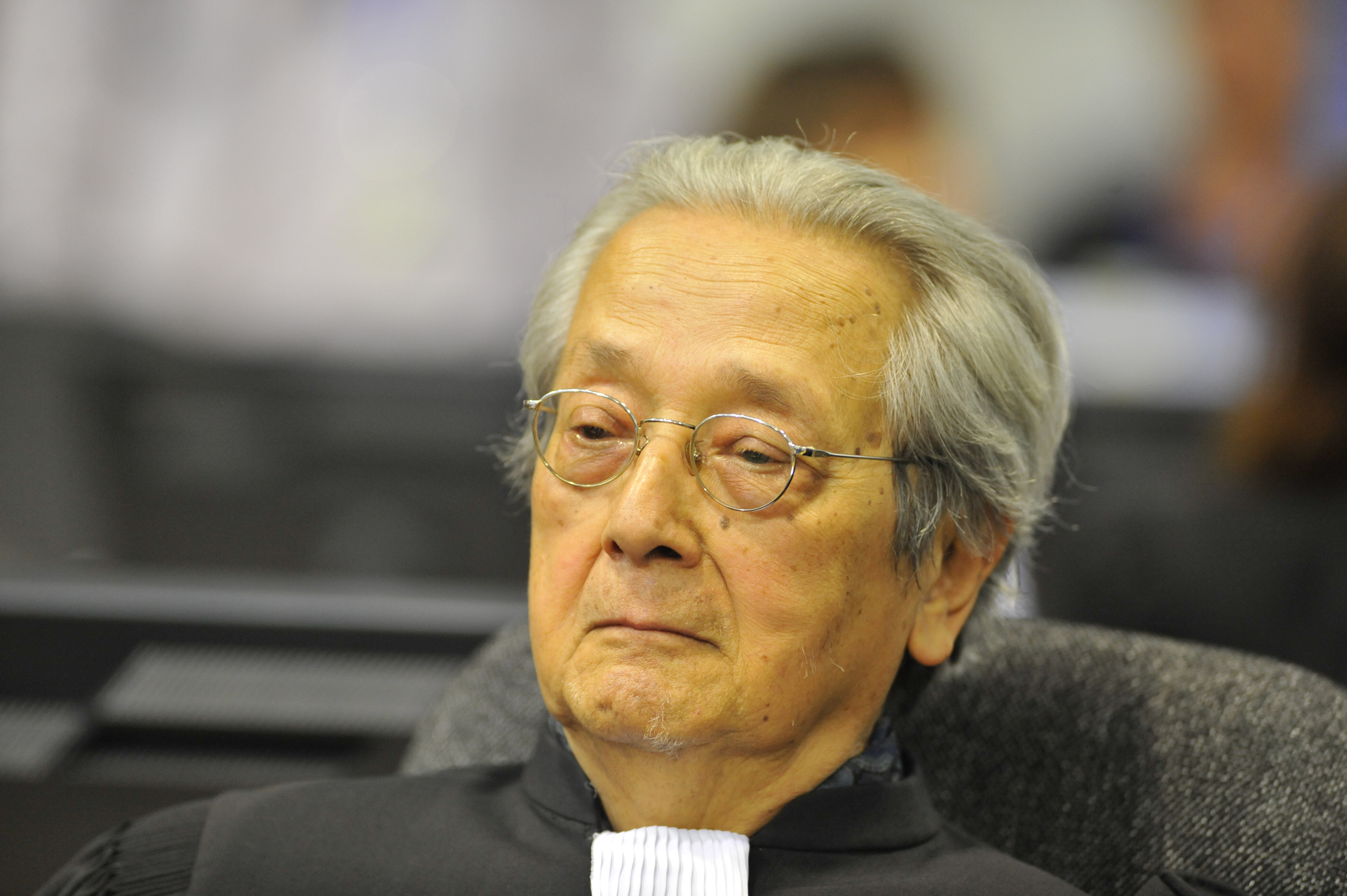
Jacques Vergès (2011)

Jacques Vergès (ur. 5 marca 1925 w Ubon Ratchathani, zm. 15 sierpnia 2013 w Paryżu) – francuski adwokat.

## Życiorys
Był synem wietnamskiej nauczycielki Pham Thi Khang i Raymonda Vergèsa, francuskiego lekarza i polityka. Jego bratem bliźniakiem był polityk Paul Vergès.
W czasie II wojny światowej był członkiem Sił Wolnych Francuzów pod dowództwem generała Charles'a de Gaulle'a, a następnie wstąpił do Francuskiej Partii Komunistycznej. Zasłynął obroną osób podejrzewanych o terroryzm i zbrodnie przeciw ludzkości (m.in. Carlosa, Pol Pota, Saddama Hussajna i Slobodana Miloševicia) przez co był nazywany „adwokatem diabła”. Bronił również hitlerowskiego zbrodniarza Klausa Barbie. Jego postać została uwieczniona w dokumentalnym filmie Adwokat terroru Barbeta Schroedera. Zmarł na zawał serca.

## Życie prywatne
Jego żoną od 1963 roku była algierska działaczka niepodległościowa Dżamila Buhired, której wcześniej bronił w procesie o podkładanie bomb podczas wojny o niepodległość Algierii. Miał troje dzieci.